# Estany de Travessan
L'Estany de Travessan és un llac d'origen glacial que es troba a 2.350 m. d'altitud, a la capçalera de la vall Fosca, al Pallars Jussà, al nord-oest del poble de Cabdella, en el terme municipal de la Torre de Cabdella.
La seva conca està formada pels contraforts nord-occidentals del Pic Salado.
Pertany al grup de llacs d'origen glacial de la capçalera nord-oriental del riu de Riqüerna, a través del barranc de Francí, al voltant del Pic Salado. Rep les aigües de l'Estany Redó, i les aboca en part a l'Estany de Francí i en part en el barranc de Francí.